# Jozef Barmoš
Jozef Barmoš (Šurany, 28 agosto 1954) è un allenatore di calcio ed ex calciatore cecoslovacco, dal 1993 slovacco, di ruolo difensore, campione europeo con la Cecoslovacchia nel campionato d'Europa 1976. Di discendenze ungheresi.

## Carriera

### Club
Dopo aver iniziato nel Družstevník Bešeňovo, nel 1970 passò all'Inter Bratislava, squadra con cui giocò ininterrottamente fino al 1985, salvo una parentesi nel 1978 al Dukla Praga.

### Nazionale
Tra il 1977 e il 1982, collezionò 52 presenze con la Cecoslovacchia. Debuttò il 9 novembre 1977 a Praga contro l'Ungheria (1-1), mentre giocò la sua ultima partita il 24 giugno 1982 a Valladolid contro la Francia.
Partecipò ai campionati europei di calcio di Jugoslavia 1976 e Italia 1980 al Campionato mondiale di calcio di Spagna 1982.

### Allenatore
Dal 1995 al 1998 fu l'assistente di Jozef Jankech sulla panchina della Slovacchia. Successivamente allenò MŠK Žilina e Inter Bratislava.
Attualmente siede sulla panchina della Slovacchia under 20.

## Palmarès

### Giocatore

#### Competizioni nazionali
- Coppa di Cecoslovacchia: 1

Inter Bratislava: 1983-1984

#### Competizioni internazionali
- Coppa Piano Karl Rappan: 2

Inter Bratisava: 1976, 1977

#### Nazionale
- Campionato d'Europa: 1

Jugoslavia 1976

### Allenatore

#### Competizioni nazionali
- Campionato slovacco: 1

Zilina: 2001-2002